# Ковтун Микола Мойсейович
Ковтун Микола Мойсейович (12 липня 1932 — 26 грудня 2001) — український радянський фізик, спеціаліст з фізики низьких температур, магнітних явищ, ядерних та феромагнітних резонансів у магнітих матеріалах. Директор Донецького фізико-технічного інституту (1983—1986), декан фізичного факультету Донецького університету (1967—1969), доктор фізико-математичних наук, професор.

## Біографія
Народився в селі Біленьке (тепер у складі Бєлгородської області в Росії). У 1955 році закінчив Харківський університет. У 1955—1965 роках викладав у Харківському університеті.
У 1965—1967 роках та від 1969 працював у Донецькому фізико-технічному інституті. У 1969—1974 роках обіймав там посаду заступника директора з наукової роботи, а в 1974—1978 — завідувача відділу резонансних явищ у магнітних напівпровідниках і діелектриках. У 1983—1986 був директором Донецького фізико-технічного інституту.
Одночасно працював у Донецькому університеті. У 1965—1969 роках був завідувачем кафедри радіофізики, а від 1990 — професор цієї ж кафедри. У 1967—1969 роках був деканом фізичного факультету.
Помер 26 грудня 2001 у Донецьку.

## Основні публікації
- Исследование дефектной и кристаллической решетки восстанавливаемых никелевых ферритов методом сопоставления рентгенографической и пикнометрической плотности и методом ЯМР // Новые методы исследования цветных металлов. Москва, 1973 (співавтор)
- Аномалия магнитострикции некоторых редкоземельных ортоферритов // Физика и химия ферритов. Минск, 1974
- Ковтун, Н. М., Калинников, В. Т., Шемяков, А. А., Прокопенко, В. К., Бабицина, А. А. Об одном механизме фазового перехода из ферромагнитного в ферримагнитное состояние // Письма в ЖЭТФ. — 1977. — Т. 25, вып. 3. — С. 162-164.
- Ядерный магнитный резонанс O17 в ферритах // Письма в ЖЭТФ. — 1987. — Т. 45, вып. 5 (11 марта).